# Papi Juancho
Papi Juancho es el quinto álbum de estudio del cantante colombiano Maluma. Se lanzó el 21 de agosto de 2020 bajo el sello Sony Music Latin. El álbum presenta apariciones especiales de Randy, Yandel, Yomo, Lenny Tavárez, Justin Quiles, Ñengo Flow, Jory Boy, Ñejo & Dálmata y Darell.

## Antecedentes
Durante un transmisión en vivo en Instagram, el cantante anunció que pronto daría a conocer su próxima producción discográfica, y añadió que estaba trabajando en ella desde antes de la cuarentena por la pandemia de enfermedad por coronavirus de 2019-2020. El disco cuenta con la colaboración de los productores Los Rudeboyz, Justin Quiles, MadMusick, Edgar Barrera y Myke Towers, entre otros, con quienes había trabajado anteriormente. «Cuando empezó la cuarentena, tuve que posponer la gira, así que volví a Colombia… Me conecté conmigo mismo, recordé mis raíces porque estaba en Medellín» comentó Maluma sobre la producción del disco.

## Promoción
El 23 de abril de 2020, Maluma lanzó el tema «ADMV», junto con su video musical dirigido por Nuno Gomes como un adelanto de su quinto álbum de estudio. Para su promoción presentó el tema el 30 del mismo mes en el programa de televisión The Tonight Show Starring Jimmy Fallon.
El 29 de julio, lanza el tema «Hawái», como segundo sencillo del disco. Junto con el lanzamiento del disco, se lanzó ese mismo día el video oficial del tema «Parce», una colaboración con Lenny Tavárez y Justin Quiles.

## Lista de canciones
| N.º   | Título                                      | Escritor(es) | Productor(es)                                  | Duración |  |
| 1.    | «Medallo City»                              | Juan Luis Londoño Londoño, Bryan Chaverra, Kevin Londoño y Teo Grajales                                                                                         | Rude Boyz y Grajales                           | 3:53     |  |
| 2.    | «Bella-K» (con Zion y Randy)                | Londoño, Felix Ortíz, Chaverra, Londoño, Andrés Uribe Marín y Randy Ortiz Acevedo                                                                               | Rude Boyz                                      | 3:43     |  |
| 3.    | «Hawái»                                     | Londoño, Edgar Barerra, Johan Espinosa, Juan Camilo Vargas, Miky la Sensa, Chaverra, Londoño, Johan Esteban Espinosa Cuervo, Marín y Kevin Mauricio Cruz Moreno | Rude Boyz, Jowan, Ily Wonder y Keityn          | 3:19     |  |
| 4.    | «Cielo a un diablo»                         | Londoño, Vargas, Chaverra, Londoño y Moreno | Rude Boyz y Keityn                             | 3:25     |  |
| 5.    | «Perdón» (con Yandel)                       | Londoño, Vargas, Chaverra, Londoño, Moreno y Llandel Veguilla Malave                                                                                            | Rude Boyz                                      | 3:00     |  |
| 6.    | «La cura»                                   | Londoño, Chaverra, Londoño y Alejandro Suárez | Rude Boyz y Sky                                | 2:56     |  |
| 7.    | «Luz verde»                                 | Londoño, Giencarlos Rivera y Jonathan Rivera | Madmusick                                      | 3:03     |  |
| 8.    | «Cuidau» (con Yomo)                         | Londoño, Victor Mercado Cruz, La Sensa, Chaverra, Londoño y Jose Alberto Torres Abreu                                                                           | Rude Boyz                                      | 3:33     |  |
| 9.    | «Parce» (con Lenny Tavárez y Justin Quiles) | Londoño, Cristian Salazar, Chaverra, Londoño, Marin, Julio Tavarez y Justin Rivera                                                                              | Rude Boyz e Ily Wonder                         | 4:08     |  |
| 10.   | «Viento» (Interlude)                        | Londoño, Chaverra y Londoño | Rude Boyz                                      | 2:42     |  |
| 11.   | «Madrid» (con Myke Towers)                  | Londoño, Michael "Myke Towers" Torres, Barerra, Chaverra y Londoño                                                                                              | Rude Boyz                                      | 3:18     |  |
| 12.   | «Salida de escape»                          | Londoño, Salomon Hoyos y Johaney Correa | Nyal                                           | 3:04     |  |
| 13.   | «Ansiedad»                                  | Londoño, Chaverra y Londoño | Rude Boyz                                      | 3:40     |  |
| 14.   | «Mai Mai» (con Ñengo Flow y Jory Boy)       | Londoño, la Sensa, Chaverra, Londoño y Edwin VasquezFernando Fierra                                                                                             | Rude Boyz                                      | 3:57     |  |
| 15.   | «Vete vete» (con Ñejo & Dálmata)            | Londoño, Chaverra, Londoño, Carlos Crespo Planas y Fernando Mangual                                                                                             | Rude Boyz                                      | 4:03     |  |
| 16.   | «Me acuerdo de ti» (con Darell)             | Londoño, Barerra, Luis Orlando Suares Torres y Osval Elias Castro Hernandez                                                                                     | Rude Boyz, Yanyo the Secret Panda y Lil Geniuz | 3:43     |  |
| 17.   | «Boy Toy»                                   | Londoño, Mateo Cano y Vicente Barco | Tezzel                                         | 3:15     |  |
| 18.   | «Booty»                                     | Londoño, Chaverra y Londoño | Rude Boyz                                      | 2:37     |  |
| 19.   | «Quality»                                   | Londoño, Jonatan Cortes, Barerra e Yhoan Jiménez | The Prodigiez & Edge                           | 2:41     |  |
| 20.   | «Copas de vino»                             | Londoño, Chaverra y Londoño | Rude Boyz                                      | 3:12     |  |
| 21.   | «ADMV»                                      | Londoño, Stiven Rojas, Barco y Barerra | Edge                                           | 3:13     |  |
| 22.   | «ADMV» (Versión urbana)                     | Londoño, Rojas, Barco y Barerra | Edge y Nyal                                    | 3:05     |  |
| 73:30 |                                             | |                                                |          |  |

## Posicionamiento en listas
| Listas (2020)                     | Mejor posición |
| --------------------------------- | -------------- |
| España (PROMUSICAE)               | 2              |
| Estados Unidos (Billboard 200)    | 38             |
| Estados Unidos (Top Latin Albums) | 2              |
| Italia (FIMI)                     | 48             |
| Suiza (Schweizer Hitparade)       | 22             |

## Certificaciones
| País (organismo certificador) | Certificación | Unidades certificadas |
| ----------------------------- | ------------- | --------------------- |
| México (AMPROFON)             | Platino       | 60 000                |